# Lower Skagit
Die Lower Skagit, auch Whidbey Island Skagit oder einfach Skagit genannt, sind ein im Nordwesten des US-Bundesstaats Washington lebender indianischer Stamm. Ihr traditionelles Gebiet lag im Mittelteil von Whidbey Island und am nördlichen Mündungsarm des Chehalis.

## Lebensweise und Kultur
Wie alle Küsten-Salish führten auch die Lower Skagit saisonale Wanderungen in Abhängigkeit von Vegetationszyklen und vermehrtem Aufkommen an Lachs und Wild durch. Diese Ortswechsel führten dazu, dass nur im Winter feste Häuser bezogen wurden, die als Plankenhäuser bekannt sind. Mit ihren Kanus betrieben sie Handel entlang der Küsten, über diesen Handel schleppten sie aber auch europäische Krankheiten wie zum Beispiel die Pocken ein.
John Work, ein Angestellter der Hudson’s Bay Company, beschreibt die Skagit vor 1861 als freundliche, gut aussehende Menschen, die ihre Köpfe im Vergleich zu den Chinook nur sehr geringfügig abflachten. Auch waren sie nur wenig bekleidet, meist in Federkleidung oder Pelzkleidung.
Die Beziehungen zu den Gruppen, die am oberen Skagit lebten, waren weniger eng, hingegen bestanden enge Beziehungen zu den Noo-wha-ha, die bis heute nicht als Stamm anerkannt sind.
Das traditionelle Gebiet der Lower Skagit umfasste rund 50.000 Acre auf Whidbey Island und weitere 6.000 Acre auf dem Festland (zusammen rund 228 km²), genauer an der Skagit Bay von der Mündung von Brown’s Slough bis nördlich der Mündung des Nordarms des Skagit.

## Sprache
Die Lower Skagit sprechen einen Dialekt der südwestlichen Küsten-Salish, das Lushootseed. Am Skagit River grenzen zwei linguistische Gruppen aneinander, zum einen die North Straits Salish – dazu gehören die Klallam, Lummi, Samish und Semiahmoo – und zum anderen die Lushootseed, zu denen die Lower Skagit, Snohomish, Snoqualmie, Swinomish und die Upper Skagit gehören.
Das Lushootseed gehört zu den polysynthetischen Sprachen. Es ist reich an Konsonanten und verfügt über anderthalb mal so viele Laute wie eine europäische Sprache.

## Geschichte
Bereits um 6500 v. Chr. lässt sich menschliches Leben am Skagit River nachweisen, genauer in der heutigen Ross Lake National Recreation Area. In diesem Schutzgebiet sind Bäume noch zahlreich der Holzfällerei entgangen, so dass sich so genannte Culturally Modified Trees, also durch menschliche Einwirkung veränderte Bäume, nachweisen lassen, die indianische Gebrauchsspuren aufweisen. In ca. 1800 m Höhe fand I. C. Franck 1989 einen Baum mit solchen Spuren aus dem Jahr 1853 nebst einem Lagerplatz.
Im 18. und in der ersten Hälfte des 19. Jahrhunderts litten die Lower Skagit unter Raubzügen der nördlichen Stämme, die von den Küsten British Columbias und Alaskas herab kamen, stritten sich aber auch mit den Klallam um Land.
Als die Briten 1827 Fort Langley am Fraser River als Faktorei gründeten, nahmen auch die Lower Skagit den Handel mit ihnen auf. 1833 gründete die Hudson’s Bay Company das Fort Nisqually am südlichen Puget Sound, das für die Lower Skagit viel näher gelegen war.
In den frühen 1840er Jahren begannen katholische Priester mit der Missionsarbeit unter den Skagit. Als 1853 ihr Häuptling S'neet-lum starb, so meint der Ethnologe George Gibbs, hatten die Skagit viel von ihrem einstigen Ansehen eingebüßt.
Angesichts der Tatsache, dass der Stamm dem Andrang von Siedlern nur wenig entgegenzusetzen hatte, unterzeichnete Häuptling Goliah am 22. Januar 1855 den Vertrag von Point Elliott. Die 300 Stammesmitglieder wurden der Tulalip Agency zugeordnet und mussten per Ausführungsverordnung vom 9. September 1873 in das Swinomish-Reservat übersiedeln. Die Nachfahren dieser Gruppe sind im Swinomish-Stamm aufgegangen.
Die Behörden bezeichneten die einzelnen Lokalgruppen (Dörfer) als tribes (Stämme), obwohl die Abgrenzungen keineswegs so eindeutig waren, wie das häufig angenommen wird. Die vielen Dörfer standen einerseits in einem nahen Verwandtschaftsverhältnis zueinander, so dass Individuen über ihre Eltern oftmals zwei Gruppen angehörten und über ihre Großeltern entsprechend mehr Gruppen. Andererseits bildeten sie auch dauerhafte Bündnisse unter einem gemeinsamen Häuptling. Einer von ihnen, Satbabutkin, führte die vereinigten Skagit und Samish in der Gegend um den Ort Concrete. Er war zugleich der Sohn des Noo-wha-ha-Häuptlings Pateus, dessen Stamm wohl durch die erste Pockenepidemie an der Pazifikküste vernichtet wurde. Pateus wiederum lebte bei Bay View im Osten der Padilla Bay gegenüber der Stadt Anacortes.
Für das 1855 aufgegebene Land hatte der Stamm ursprünglich nur 25.331,50 Dollar erhalten. Sein damaliger Zeitwert wurde 120 Jahre später auf 100.188 Dollar geschätzt. Die Differenz wurde den Skagit nach einer Entscheidung der Indian Claims Commission vom 13. Oktober 1971 ausgezahlt.
Die Nachkommen der Lower Skagit sind heute in der Swinomish Indian Tribal Community auf der Swinomish-Reservation im Bundesstaat Washington aufgegangen.